# Vacunación contra la COVID-19 en México
La vacunación contra la COVID-19 en México es la estrategia nacional iniciada el 24 de diciembre de 2020 para vacunar contra la COVID-19 a la población mayor de 15 años que así lo deseé para reducir el riesgo de hospitalización y defunción, en el marco de un esfuerzo mundial para combatir la pandemia de COVID-19. El inicio de la vacunación se llevó a cabo el 24 de diciembre de 2020 en las entidades federativas de la Ciudad de México, Querétaro y el Estado de México.
El 29 de octubre de 2021, desde el estado de Campeche, el presidente Andrés Manuel López Obrador congratuló por el cumplimiento del Plan Nacional de Vacunación a nivel nacional. El mandatario inició su conferencia señalando «es una buena noticia anunciar ya se cumplió con el compromiso de al menos una dosis de vacuna contra COVID-19 a todos los mexicanos mayores de 18 años». El jefe del Ejecutivo mencionó que hubo personas que no se querían vacunar, pero ya están cambiando de parecer.

## Antecedentes

### Etapas de vacunación
| Etapa | Grupo poblacional                                                                          | Calendario de vacunación            |
| ----- | ------------------------------------------------------------------------------------------ | ----------------------------------- |
| 1     | Personal de salud de primera línea de control de la COVID-19                               | Diciembre de 2020 - febrero de 2021 |
| 2     | Personas de 60 o más años y personal de salud restante.                                    | Febrero - mayo de 2021              |
| 3     | Personas de 50 a 59 años, embarazadas de 18 años y más «a partir del 3er mes de embarazo». | Mayo - junio de 2021                |
| 4     | Personas de 40 a 49 años.                                                                  | Junio - julio de 2021               |
| 5     | Personas de 30 a 39 años.                                                                  | Julio - agosto de 2021              |
| 6     | Personas de 18 a 29 años.                                                                  | Agosto - septiembre de 2021         |
| 7     | Adolescentes de 12 a 17 años con comorbilidades.                                           | Octubre - noviembre de 2021         |
| 8     | Adolescentes de 15 a 17 años sin comorbilidades.                                           | Noviembre - diciembre de 2021       |
| 9     | Adolescentes de 14 años que cumplirán 15 años en 2022 sin comorbilidades                   | Enero - febrero de 2022             |
| 10    | Niños de 5 a 13 años con o sin comorbilidades                                              | Mayo de 2022                        |

### Primer despliegue de calibración
El 23 de diciembre de 2020, México se convirtió el miércoles en el primer país de América Latina en recibir vacunas contra la COVID-19 autorizadas para su uso y aplicación. El avión con las primeras dosis del fármaco de Pfizer-BioNTech, un pequeño lote de 2 975, aterrizó por la mañana en el aeropuerto de la Ciudad de México con un protocolo similar al de un jefe de Estado, con una amplia comitiva oficial, liderada por el canciller Marcelo Ebrard, que recibió el contenedor con alegría y aplausos. El contenedor metálico, dotado con chips y controles térmicos, contuvo un cargamento inicial de sólo 2 975 dosis que, según informó la cancillería, con el fin de ser aplicadas al personal de salud a partir del día jueves 24 de diciembre.

### Primera persona vacunada

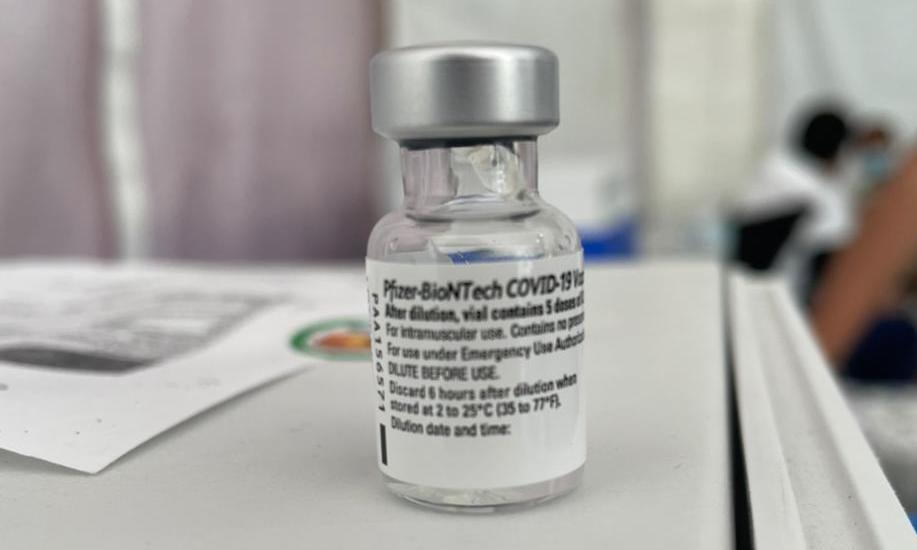
Comirnaty de Pfizer-BioNTech, es la primera vacuna contra la COVID-19 autorizada en México.

El 24 de diciembre de 2020, María Irene Ramírez de 59 años de edad, jefa de enfermería en la Unidad de Terapia Intensiva del Hospital Rubén Leñero, de la Ciudad de México se convirtió en la primera persona documentada en ser vacunada en el territorio mexicano.

### Proceso de aprobación y despliegue de vacunas
El 2 de diciembre de 2020, la Secretaría de Salud firmó un convenio con Pfizer, para adquirir 34.4 millones de vacunas contra la COVID-19. La expectativa es recibir 250 000 dosis este mismo mes, destinada para el personal de salud. El 11 de diciembre de 2020, la COFEPRIS dictaminó procedente la autorización para uso de emergencia de la vacuna (Comirnaty) de Pfizer-BioNTech, con el fin de ser utilizada en la Política Nacional de vacunación contra el SARS-CoV-2 para la prevención de la COVID-19.
El 23 de diciembre de 2020, llegó el primer lote de vacunas Pfizer, las cuales serán repartidas a elementos de salud que luchan en primera línea frente a la pandemia.
El 24 de diciembre de 2020, inició la vacunación contra la COVID-19 en México. El 4 de enero de 2021, la COFEPRIS dictaminó procedente la autorización para uso de emergencia de la vacuna (AZD1222) de Oxford-AstraZeneca, con el fin de ser utilizada en la Política Nacional de Vacunación contra el SARS-CoV-2 para la prevención de la COVID-19.
El 2 de febrero de 2021, la COFEPRIS ha dictaminado procedente la autorización para uso de emergencia de la vacuna (Gam-COVID-Vac/Sputnik V) del Instituto Gamaleya, con el fin de ser utilizada en la Política Nacional de Vacunación contra el SARS-CoV-2 para la prevención de la COVID-19. El 11 de febrero de 2021, la COFEPRIS dictaminó procedente la autorización para uso de emergencia de la vacuna Sinovac y CanSino Biologics, con el fin de ser utilizada en la Política Nacional de Vacunación contra el SARS-CoV-2 para la prevención de la COVID-19.

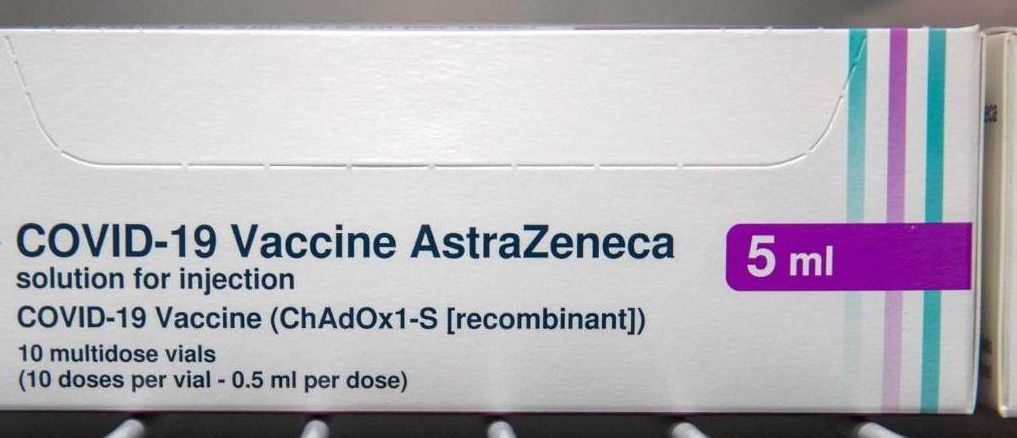
La vacuna de Oxford-AstraZeneca, es la segunda vacuna autorizada contra la COVID-19 en México. La cual será fabricada en Argentina, y empaquetada en México para su distribución.

El operativo de aplicación de vacunas implica a la Secretaría de Salud, del Instituto Mexicano del Seguro Social, el Instituto de la Seguridad Social, del Instituto de Seguridad y Servicios Sociales de los Trabajadores del Estado, a las secretarías o institutos de salud de cada entidad federativa del país así como a la Brigada Correcaminos, un cuerpo con personal de distintas disciplinas que fue integrado con personal de la Secretaría de Bienestar, el Ejército Mexicano y la Guardia Nacional y que ha admitido la integración de personas voluntarias. Dicha brigada han sido encargadas, entre otras acciones, a la vacunación de personas que no pueden salir de su domicilio por edad o alguna condición que restringe su movilidad.
El 6 de abril de 2021, de abril, la COFEPRIS ha dictaminado procedente la autorización para uso de emergencia de la vacuna Covaxin. El 27 de mayo de 2021, la COFEPRIS ha dictaminado procedente la autorización para uso de emergencia de la vacuna Johnson & Johnson. El 24 de junio de 2021, La COFEPRIS, ha dictaminado procedente la modificación a las condiciones de autorización para uso de emergencia de la vacuna Pfizer-BioNTech, ampliando la indicación terapéutica para su aplicación a partir de los 12 años. El 18 de agosto de 2021, la COFEPRIS ha dictaminado procedente la autorización para uso de emergencia de la vacuna Moderna. El 26 de agosto de 2021, la COFEPRIS ha dictaminado procedente la autorización para uso de emergencia de la vacuna Sinopharm-Beijing.

### Vacunación para adolescentes

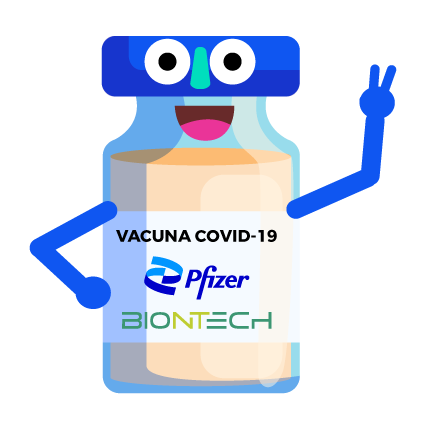
Animación a computadora creada por la Secretaria de Salud de la vacuna Pfizer-BioNTech, para atraer la atención de los niños y adolescentes. La cual está autorizada para su aplicación en menores de edad en México.

El 24 de septiembre de 2021, el presidente Andrés Manuel López Obrador informó que se vacunarán a todos los adolescentes con comorbilidades de riesgo «enfermedades que ya tienen y que debilitan su sistema inmunológico», así como a las adolescentes embarazadas a partir de la novena semana de embarazo, también se tomarán en cuenta enfermedades que debilitan el sistema inmunológico que son más vulnerables a que la COVID-19 pueda presentar complicaciones graves que ameriten hospitalización, ingreso a unidades de terapia intensiva, necesidad de ventilación mecánica o condiciones que aumentan el riesgo de morir.
El subsecretario Hugo López-Gatell recordó que, en el caso de México, «solo podemos usar la vacuna Pfizer-BioNTech porque es la única que ha demostrado científicamente ser segura y eficaz en niñas, niños y adolescentes». El 28 de septiembre se publicará el lineamiento técnico y la lista de enfermedades crónicas y el 1 de octubre iniciará el registro.
El 15 de noviembre de 2021, Hugo López-Gatell, anunció que el próximo viernes 19 de noviembre se abrirá el registro para la vacunación contra covid-19 de menores de 15 a 17 años sin comorbilidades. El funcionario explicó que la evidencia científica demuestra que el riesgo de padecer coronavirus grave aumenta a partir de los 15 años, pese a que los registros oficiales muestran que la mortalidad por esta enfermedad en este sector poblacional es muy baja. «De 15 a 17 años que no tengan comorbilidades, a partir de este viernes 19 de noviembre se abre prerregistro, es importante, eso nos ayuda a planear, después se irán abriendo las entidades de vacunación», dijo.

### Vacunación de refuerzo
El 7 de diciembre de 2021, Hugo López-Gatell informó sobre el cambio en la política de vacunación, luego de que este 7 de diciembre inició la aplicación de las dosis de refuerzo de las vacunas contra COVID-19 en adultos mayores. Durante la conferencia mañanera del presidente Andrés Manuel López Obrador, que se llevó a cabo en esta ocasión en el estado de Jalisco, López-Gatell dijo que los refuerzos estarán enfocados a adultos mayores, ya que de acuerdo al grupo de asesoramiento estratégico de la OMS y grupo asesor en vacunación de México, los refuerzos deben enfocarse a grupos de la población que son más vulnerables. Informó que independientemente de la vacuna con la que fueron inoculados en el esquema primario de vacunación, las personas adultas mayores recibirán una dosis de refuerzo de la vacuna de AstraZeneca sin embargo la aplicación de las dosis de refuerzo iniciará con las personas que se vacunaron antes de junio de 2021.
El 11 de enero de 2022, la Secretaria de Salud abrió el registro para personas de 40 a 59 años para que reciban la dosis de refuerzo contra COVID-19.
El 5 de febrero de 2022, la Secretaría de Salud informa que se encuentra abierto el registro para la aplicación de la vacuna de refuerzo contra COVID-19 en personas de 30 a 39 años.
El 19 de febrero de 2022, la Secretaría de Salud informó que se encuentra abierto el registro para la aplicación de la vacuna de refuerzo contra COVID-19 en personas de 18 a 29 años.

## Vacunas autorizadas
| Vacuna            | Dosis   | Progreso                    | Efectividad contra infección | Dosis ordenadas | Aprobación              |
| ----------------- | ------- | --------------------------- | ---------------------------- | --------------- | ----------------------- |
| Pfizer–BioNTech   | 2 dosis | Ensayos clínicos - Fase III | 95%                          | 40.4 millones   | 2 de diciembre de 2020  |
| AstraZeneca       | 2 dosis | Ensayos clínicos - Fase III | 70%                          | 77.4 millones   | 4 de enero de 2021      |
| Convidecia        | 1 dosis | Ensayos clínicos - Fase III | 57.5%                        | 35.1 millones   | 10 de febrero de 2021   |
| Sputnik V         | 2 dosis | Ensayos clínicos - Fase III | 91.8%                        | 24 millones     | 2 de febrero de 2021    |
| Sinovac           | 2 dosis | Ensayos clínicos - Fase III | 51%                          | 20 millones     | 10 de febrero de 2021   |
| Covaxin           | 2 dosis | Ensayos clínicos - Fase III | 81%                          | N/A             | 6 de abril de 2021      |
| Johnson & Johnson | 1 dosis | Ensayos clínicos - Fase III | 72%                          | N/A             | 27 de mayo de 2021      |
| Moderna           | 2 dosis | Ensayos clínicos - Fase III | 94.5%                        | N/A             | 18 de agosto de 2021    |
| Sinopharm-Beijing | 2 dosis | Ensayos clínicos - Fase III | 86%                          | N/A             | 26 de agosto de 2021    |
| Abdala            | 3 dosis | Ensayos clínicos - Fase III | 92%                          | N/A             | 29 de diciembre de 2021 |

### Fondo de Acceso Global para Vacunas COVID-19
| Organización | Dosis prometidas para México (AZD1222) |
| ------------ | -------------------------------------- |
| COVAX        | 51 500 000                             |

### Entregas especiales para México
| Organización                | Dosis     | Vacuna            |
| --------------------------- | --------- | ----------------- |
| Serum Institute of India    | 2 030 000 | AstraZeneca       |
| Estados Unidos              | 2 708 700 | AstraZeneca       |
| Estados Unidos              | 1 350 000 | Johnson & Johnson |
| Estados Unidos              | 3 500 000 | Moderna           |
| Direct Relief International | 2 700 000 | Moderna           |

### Vacunas en proceso de autorización
| Vacuna        | Referencia |
| ------------- | ---------- |
| Sputnik Light | [ 30 ]     |

## Estadísticas

### Según entidad federativa
| Dosis aplicadas según entidad federativa | Dosis aplicadas según entidad federativa | Dosis aplicadas según entidad federativa |            |            |
| Entidad federativa                       | Población                                | Vacunados                                |            |            |
| ---------------------------------------- | ---------------------------------------- | ---------------------------------------- | ---------- | ---------- |
| Entidad federativa                       | Población                                | Estado de México                         | 16 992 418 | 13 409 000 |
| Ciudad de México                         | 9 209 944                                | 11 706 088                               |            |            |
| Veracruz                                 | 8 062 579                                | 5 848 645                                |            |            |
| Jalisco                                  | 8 348 151                                | 5 815 250                                |            |            |
| Puebla                                   | 6 583 278                                | 4 675 270                                |            |            |
| Guanajuato                               | 6 166 934                                | 4 416 973                                |            |            |
| Tamaulipas                               | 3 527 735                                | 3 697 767                                |            |            |
| Chihuahua                                | 3 741 869                                | 3 642 611                                |            |            |
| Michoacán                                | 4 825 401                                | 3 603 368                                |            |            |
| Nuevo León                               | 5 784 442                                | 3 573 989                                |            |            |
| Sinaloa                                  | 3 026 943                                | 3 272 155                                |            |            |
| Hidalgo                                  | 3 082 841                                | 2 834 862                                |            |            |
| Sonora                                   | 2 944 840                                | 2 685 212                                |            |            |
| Baja California                          | 3 769 020                                | 2 662 407                                |            |            |
| Oaxaca                                   | 4 132 148                                | 2 550 136                                |            |            |
| Chiapas                                  | 5 543 828                                | 2 408 907                                |            |            |
| Coahuila                                 | 3 146 771                                | 2 375 177                                |            |            |
| San Luis Potosí                          | 2 822 255                                | 2 361 923                                |            |            |
| Querétaro                                | 2 368 467                                | 2 343 603                                |            |            |
| Yucatán                                  | 2 320 898                                | 2 260 970                                |            |            |
| Guerrero                                 | 3 540 685                                | 2 257 674                                |            |            |
| Tabasco                                  | 2 402 598                                | 1 981 460                                |            |            |
| Quintana Roo                             | 1 857 985                                | 1 827 346                                |            |            |
| Morelos                                  | 1 971 520                                | 1 808 780                                |            |            |
| Zacatecas                                | 1 622 138                                | 1 432 749                                |            |            |
| Durango                                  | 1 832 650                                | 1 388 317                                |            |            |
| Aguascalientes                           | 1 425 607                                | 1 366 140                                |            |            |
| Tlaxcala                                 | 1 342 977                                | 1 248 872                                |            |            |
| Nayarit                                  | 1 235 456                                | 1 008 004                                |            |            |
| Campeche                                 | 928 363                                  | 954 607                                  |            |            |
| Baja California Sur                      | 798 447                                  | 795 650                                  |            |            |
| Colima                                   | 731 391                                  | 645 770                                  |            |            |
| México                                   | 126 090 579                              | 148 505 697                              |            |            |

## Lotes de vacunas llegadas a México
| Puesto      | Cantidad de Dosis | Vacuna                     | Fecha de llegada         | Referencias |
| ----------- | ----------------- | -------------------------- | ------------------------ | ----------- |
| 1°          | 2 975             | Pfizer-BioNTech            | 23 de diciembre de 2020  | [ 31 ]      |
| 2°          | 42 900            | Pfizer-BioNTech            | 26 de diciembre de 2020  | [ 32 ]      |
| 3°          | 7 800             | Pfizer-BioNTech            | 30 de diciembre de 2020  | [ 33 ]      |
| 4°          | 53 605            | Pfizer-BioNTech            | 5 de enero de 2021       | [ 34 ]      |
| 5°          | 439 000           | Pfizer-BioNTech            | 12 de enero de 2021      | [ 35 ]      |
| 6°          | 219 375           | Pfizer-BioNTech            | 19 de enero de 2021      | [ 36 ]      |
| 7°          | 870 000           | Oxford-Astrazeneca         | 14 de febrero de 2021    | [ 37 ]      |
| 8°          | 491 400           | Pfizer-BioNTech            | 16 de febrero de 2021    | [ 38 ]      |
| 9°          | 200 000           | Sinovac                    | 20 de febrero de 2021    | [ 39 ]      |
| 10°         | 200 000           | Sputnik V                  | 22 de febrero de 2021    | [ 40 ]      |
| 11°         | 511 875           | Pfizer-BioNTech            | 23 de febrero de 2021    | [ 41 ]      |
| 12°         | 800 000           | Sinovac                    | 27 de febrero de 2021    | [ 42 ]      |
| 13°         | 852 150           | Pfizer-BioNTech            | 2 de marzo de 2021       | [ 43 ]      |
| 14°         | 600               | Pfizer-BioNTech            | 9 de marzo de 2021       | [ 44 ]      |
| 15°         | 200 000           | Sputnik V                  | 10 de marzo de 2021      | [ 45 ]      |
| 16°         | 1 000             | Sinovac                    | 13 de marzo de 2021      | [ 46 ]      |
| 17°         | 667 875           | Pfizer-BioNTech            | 16 de marzo de 2021      | [ 47 ]      |
| 18°         | 1 000             | Sinovac                    | 18 de marzo de 2021      | [ 48 ]      |
| 19°         | 940 020           | CanSino                    | 22 de marzo de 2021      | [ 49 ]      |
| 20°         | 487 500           | Pfizer-BioNTech            | 23 de marzo de 2021      | [ 50 ]      |
| 21°         | 1 000             | Sinovac                    | 25 de marzo de 2021      | [ 51 ]      |
| 22°         | 65 000            | CanSino                    | 27 de marzo de 2021      | [ 52 ]      |
| 23°         | 1 500 000         | Oxford-Astrazeneca         | 28 de marzo de 2021      | [ 53 ]      |
| 24°         | 487 500           | Pfizer-BioNTech            | 30 de marzo de 2021      | [ 54 ]      |
| 25°         | 500 000           | Sputnik V                  | 31 de marzo de 2021      | [ 55 ]      |
| 26°         | 145 275           | Pfizer-BioNTech            | 31 de marzo de 2021      | [ 56 ]      |
| 27°         | 1 208 700         | Oxford-AstraZeneca         | 2 de abril de 2021       | [ 57 ]      |
| 28°         | 487 500           | Pfizer-BioNTech            | 5 de abril de 2021       | [ 58 ]      |
| 29°         | 487 500           | CanSino                    | 7 de abril de 2021       | [ 59 ]      |
| 30°         | 327 600           | Pfizer-BioNTech            | 9 de abril de 2021       | [ 60 ]      |
| 31°         | 487 500           | Pfizer-BioNTech            | 12 de abril de 2021      | [ 61 ]      |
| 32°         | 487 500           | Pfizer-BioNTech            | 15 de abril de 2021      | [ 62 ]      |
| 33°         | 500 000           | Sinovac                    | 15 de abril de 2021      | [ 63 ]      |
| 34°         | 670 000           | CanSino                    | 15 de abril de 2021      | [ 64 ]      |
| 35°         | 328 575           | Pfizer-BioNTech            | 16 de abril de 2021      | [ 65 ]      |
| 36°         | 200 000           | Sputnik V                  | 21 de abril de 2021      | [ 66 ]      |
| 37°         | 487 500           | Pfizer-BioNTech            | 21 de abril de 2021      | [ 67 ]      |
| 38°         | 1 075 200         | Oxford-AstraZeneca (COVAX) | 22 de abril de 2021      | [ 68 ]      |
| 39°         | 374 400           | Pfizer-BioNTech            | 22 de abril de 2021      | [ 69 ]      |
| 40°         | 579 390           | CanSino                    | 23 de abril de 2021      | [ 70 ]      |
| 41°         | 500 000           | Sinovac                    | 25 de abril de 2021      | [ 71 ]      |
| 42°         | 487 500           | Pfizer-BioNTech            | 28 de abril de 2021      | [ 72 ]      |
| 43°         | 585 000           | Pfizer-BioNTech            | 29 de abril de 2021      | [ 73 ]      |
| 44°         | 800 000           | Sputnik V                  | 29 de abril de 2021      | [ 74 ]      |
| 45°         | 502 630           | CanSino                    | 30 de abril de 2021      | [ 75 ]      |
| 46°         | 198 840           | CanSino                    | 5 de mayo de 2021        | [ 76 ]      |
| 47°         | 1 000             | Sinovac                    | 6 de mayo de 2021        | [ 77 ]      |
| 48°         | 585 000           | Pfizer-BioNTech            | 11 de mayo de 2021       | [ 78 ]      |
| 49°         | 250 380           | Pfizer-BioNTech            | 12 de mayo de 2021       | [ 79 ]      |
| 50°         | 208 220           | CanSino                    | 12 de mayo de 2021       | [ 80 ]      |
| 51°         | 585 000           | Pfizer-BioNTech            | 13 de mayo de 2021       | [ 81 ]      |
| 52°         | 35 290            | CanSino                    | 15 de mayo de 2021       | [ 82 ]      |
| 53°         | 500 000           | Sputnik V                  | 17 de mayo de 2021       | [ 83 ]      |
| 54°         | 125 350           | CanSino                    | 17 de mayo de 2021       | [ 84 ]      |
| 55°         | 585 000           | Pfizer-BioNTech            | 19 de mayo de 2021       | [ 85 ]      |
| 56°         | 669 600           | Pfizer-BioNTech            | 20 de mayo de 2021       | [ 86 ]      |
| 57°         | 1 000             | Sinovac                    | 20 de mayo de 2021       | [ 87 ]      |
| 58°         | 1 394 800         | Oxford-AstraZeneca         | 20 de mayo de 2021       | [ 88 ]      |
| 59°         | 709 300           | Oxford-AstraZeneca         | 23 de mayo de 2021       | [ 89 ]      |
| 60°         | 114 660           | Pfizer-BioNTech            | 25 de mayo de 2021       | [ 90 ]      |
| 61°         | 585 000           | Pfizer-BioNTech            | 26 de mayo de 2021       | [ 91 ]      |
| 62°         | 585 000           | Pfizer-BioNTech            | 27 de mayo de 2021       | [ 92 ]      |
| 63°         | 2 229 600         | Oxford-AstraZeneca (COVAX) | 27 de mayo de 2021       | [ 93 ]      |
| 64°         | 2 195 400         | Oxford-AstraZeneca         | 30 de mayo de 2021       | [ 94 ]      |
| 65°         | 288 990           | Pfizer-BioNTech            | 1 de junio de 2021       | [ 95 ]      |
| 66°         | 585 000           | Pfizer-BioNTech            | 2 de junio de 2021       | [ 96 ]      |
| 67°         | 585 000           | Pfizer-BioNTech            | 3 de junio de 2021       | [ 97 ]      |
| 68°         | 1 000             | Sinovac                    | 3 de junio de 2021       | [ 98 ]      |
| 69°         | 268 900           | Pfizer-BioNTech            | 8 de junio de 2021       | [ 99 ]      |
| 70°         | 585 000           | Pfizer-BioNTech            | 9 de junio de 2021       | [ 100 ]     |
| 71°         | 1 100 000         | Oxford-AstraZeneca         | 14 de junio de 2021      | [ 101 ]     |
| 72°         | 50 000            | Sputnik V                  | 14 de junio de 2021      | [ 102 ]     |
| 73°         | 1 350 000         | Janssen (Estados Unidos)   | 15 de junio de 2021      | [ 103 ]     |
| 74°         | 290 160           | Pfizer-BioNTech            | 15 de junio de 2021      | [ 104 ]     |
| 75°         | 585 000           | Pfizer-BioNTech            | 16 de junio de 2021      | [ 105 ]     |
| 76°         | 585 000           | Pfizer-BioNTech            | 17 de junio de 2021      | [ 106 ]     |
| 77°         | 1 221 300         | Oxford-Astrazeneca         | 21 de junio de 2021      | [ 107 ]     |
| 78°         | 290 160           | Pfizer-BioNTech            | 22 de junio de 2021      | [ 108 ]     |
| 79°         | 585 000           | Pfizer-BioNTech            | 23 de junio de 2021      | [ 109 ]     |
| 80°         | 585 000           | Pfizer-BioNTech            | 24 de junio de 2021      | [ 110 ]     |
| 80°         | 291 330           | Pfizer-BioNTech            | 29 de junio de 2021      | [ 111 ]     |
| 81°         | 1 000             | Sinovac                    | 30 de junio de 2021      | [ 112 ]     |
| 82°         | 585 000           | Pfizer-BioNTech            | 30 de junio de 2021      | [ 113 ]     |
| 83°         | 350 000           | Sputnik V                  | 30 de junio de 2021      | [ 114 ]     |
| 84°         | 585 000           | Pfizer-BioNTech            | 1 de julio de 2021       | [ 115 ]     |
| 85°         | 2 395 300         | Oxford-Astrazeneca         | 2 de julio de 2021       | [ 116 ]     |
| 86°         | 230 830           | Pfizer-BioNTech            | 7 de julio de 2021       | [ 117 ]     |
| 87°         | 1 000             | Sinovac                    | 7 de julio de 2021       | [ 118 ]     |
| 88°         | 1 000             | Sinovac                    | 8 de julio de 2021       | [ 119 ]     |
| 89°         | 296 010           | Pfizer-BioNTech            | 13 de julio de 2021      | [ 120 ]     |
| 90°         | 1 000             | Sinovac                    | 14 de julio de 2021      | [ 121 ]     |
| 91°         | 300 000           | Sputnik V                  | 15 de julio de 2021      | [ 122 ]     |
| 92°         | 1 148 900         | Oxford-Astrazeneca         | 16 de julio de 2021      | [ 123 ]     |
| 93°         | 1 000             | Sinovac                    | 17 de julio de 2021      | [ 124 ]     |
| 94°         | 585 000           | Pfizer-BioNTech            | 19 de julio de 2021      | [ 125 ]     |
| 95°         | 446 940           | Pfizer-BioNTech (COVAX)    | 20 de julio de 2021      | [ 126 ]     |
| 96°         | 106 470           | Pfizer-BioNTech            | 20 de julio de 2021      | [ 127 ]     |
| 97°         | 585 000           | Pfizer-BioNTech            | 21 de julio de 2021      | [ 128 ]     |
| 98°         | 2 000             | Sinovac                    | 21 de julio de 2021      | [ 129 ]     |
| 99°         | 2 000             | Sinovac                    | 24 de julio de 2021      | [ 130 ]     |
| 100°        | 408 330           | Pfizer-BioNTech            | 27 de julio de 2021      | [ 131 ]     |
| 101°        | 585 000           | Pfizer-BioNTech            | 28 de julio de 2021      | [ 132 ]     |
| 102°        | 2 000             | Sinovac                    | 28 de julio de 2021      | [ 133 ]     |
| 103°        | 3 604 000         | Oxford-Astrazeneca         | 29 de julio de 2021      | [ 134 ]     |
| 104°        | 313 560           | Pfizer-BioNTech            | 3 de agosto de 2021      | [ 135 ]     |
| 105°        | 1 769 500         | Oxford-Astrazeneca         | 4 de agosto de 2021      | [ 136 ]     |
| 106°        | 585 000           | Pfizer-BioNTech            | 4 de agosto de 2021      | [ 136 ]     |
| 107°        | 115 700           | Oxford-Astrazeneca         | 9 de agosto de 2021      | [ 137 ]     |
| 108°        | 288 000           | Pfizer-BioNTech            | 10 de agosto de 2021     | [ 138 ]     |
| 110°        | 585 000           | Pfizer-BioNTech            | 11 de agosto de 2021     | [ 139 ]     |
| 111°        | 150 000           | Sputnik V                  | 15 de agosto de 2021     | [ 140 ]     |
| 112°        | 919 900           | Oxford-Astrazeneca         | 16 de agosto de 2021     | [ 140 ]     |
| 113°        | 226 980           | Pfizer-BioNTech            | 17 de agosto de 2021     | [ 140 ]     |
| 114°        | 585 000           | Pfizer-BioNTech            | 18 de agosto de 2021     | [ 140 ]     |
| 115°        | 236 340           | Pfizer-BioNTech            | 24 de agosto de 2021     | [ 141 ]     |
| 116°        | 847 100           | CanSino                    | 24 de agosto de 2021     | [ 141 ]     |
| 117°        | 1 750 000         | Moderna                    | 24 de agosto de 2021     | [ 141 ]     |
| 118°        | 585 000           | Pfizer-BioNTech            | 25 de agosto de 2021     | [ 141 ]     |
| 119°        | 643 500           | Pfizer-BioNTech            | 29 de agosto de 2021     | [ 142 ]     |
| 120°        | 787 410           | Pfizer-BioNTech            | 31 de agosto de 2021     | [ 142 ]     |
| 121°        | 4 454 400         | Oxford-Astrazeneca         | 1 de septiembre de 2021  | [ 142 ]     |
| 122°        | 973 300           | Oxford-Astrazeneca         | 5 de septiembre de 2021  | [ 143 ]     |
| 123°        | 585 000           | Pfizer-BioNTech            | 8 de septiembre de 2021  | [ 143 ]     |
| 124°        | 228 150           | Pfizer-BioNTech            | 9 de septiembre de 2021  | [ 143 ]     |
| 125°        | 1 292 600         | Oxford-Astrazeneca         | 9 de septiembre de 2021  | [ 143 ]     |
| 126°        | 200 000           | Sputnik V                  | 13 de septiembre de 2021 | [ 144 ]     |
| 127°        | 228 150           | Pfizer-BioNTech            | 14 de septiembre de 2021 | [ 144 ]     |
| 128°        | 585 000           | Pfizer-BioNTech            | 15 de septiembre de 2021 | [ 144 ]     |
| 129°        | 933 600           | Oxford-Astrazeneca (COVAX) | 16 de septiembre de 2021 | [ 144 ]     |
| 130°        | 1 150 000         | Sputnik V                  | 16 de septiembre de 2021 | [ 144 ]     |
| 131°        | 228 150           | Pfizer-BioNTech            | 21 de septiembre de 2021 | [ 145 ]     |
| 132°        | 1 750 000         | Moderna                    | 21 de septiembre de 2021 | [ 145 ]     |
| 133°        | 585 000           | Pfizer-BioNTech            | 22 de septiembre de 2021 | [ 145 ]     |
| 134°        | 2 011 200         | Oxford-Astrazeneca         | 22 de septiembre de 2021 | [ 145 ]     |
| 135°        | 900 000           | Sputnik V                  | 26 de septiembre de 2021 | [ 146 ]     |
| 136°        | 551 000           | Pfizer-BioNTech            | 28 de septiembre de 2021 | [ 146 ]     |
| 137°        | 854 520           | CanSino                    | 28 de septiembre de 2021 | [ 146 ]     |
| 138°        | 1 996 600         | Oxford-Astrazeneca         | 1 de octubre de 2021     | [ 147 ]     |
| 140°        | 594 360           | Pfizer-BioNTech            | 6 de octubre de 2021     | [ 148 ]     |
| 141°        | 286 440           | CanSino                    | 6 de octubre de 2021     | [ 148 ]     |
| 142°        | 1 500 000         | Sputnik V                  | 7 de octubre de 2021     | [ 148 ]     |
| 143°        | 2 596 600         | Oxford-Astrazeneca         | 8 de octubre de 2021     | [ 148 ]     |
| 144°        | 594 360           | Pfizer-BioNTech            | 13 de octubre de 2021    | [ 149 ]     |
| 145°        | 1 585 300         | Oxford-Astrazeneca         | 13 de octubre de 2021    | [ 149 ]     |
| 146°        | 585 000           | Sputnik V                  | 14 de octubre de 2021    | [ 149 ]     |
| 147°        | 415 000           | Sputnik V                  | 15 de octubre de 2021    | [ 149 ]     |
| 148°        | 2 500 000         | Sputnik V                  | 17 de octubre de 2021    | [ 150 ]     |
| 149°        | 991 340           | CanSino                    | 18 de octubre de 2021    | [ 150 ]     |
| 150°        | 3 410 900         | Oxford-Astrazeneca         | 19 de octubre de 2021    | [ 150 ]     |
| 151°        | 1 806 900         | Oxford-Astrazeneca         | 19 de octubre de 2021    | [ 150 ]     |
| 152°        | 594 360           | Pfizer-BioNTech            | 20 de octubre de 2021    | [ 150 ]     |
| 153°        | 729 000           | Sputnik V                  | 24 de octubre de 2021    | [ 151 ]     |
| 154°        | 878 000           | Oxford-Astrazeneca         | 25 de octubre de 2021    | [ 151 ]     |
| 155°        | 1 090 900         | Oxford-Astrazeneca         | 25 de octubre de 2021    | [ 151 ]     |
| 156°        | 1 117 580         | CanSino                    | 26 de octubre de 2021    | [ 151 ]     |
| 157°        | 6 471 000         | Sputnik V                  | 26 de octubre de 2021    | [ 151 ]     |
| 158°        | 592 020           | Pfizer-BioNTech            | 27 de octubre de 2021    | [ 151 ]     |
| 159°        | 5 993 700         | Oxford-Astrazeneca         | 30 de octubre de 2021    | [ 152 ]     |
| 160°        | 1 705 400         | Oxford-Astrazeneca         | 1 de noviembre de 2021   | [ 153 ]     |
| 161°        | 737 560           | CanSino                    | 1 de noviembre de 2021   | [ 153 ]     |
| 162°        | 592 020           | Pfizer-BioNTech            | 3 de noviembre de 2021   | [ 153 ]     |
| 163°        | 811 000           | Oxford-Astrazeneca         | 5 de noviembre de 2021   | [ 154 ]     |
| 164°        | 2 339 000         | Oxford-Astrazeneca         | 7 de noviembre de 2021   | [ 155 ]     |
| 165°        | 914 000           | Oxford-Astrazeneca         | 8 de noviembre de 2021   | [ 155 ]     |
| 166°        | 781 110           | CanSino                    | 8 de noviembre de 2021   | [ 155 ]     |
| 167°        | 596 700           | Pfizer-BioNTech            | 9 de noviembre de 2021   | [ 156 ]     |
| 168°        | 596 700           | Pfizer-BioNTech            | 10 de noviembre de 2021  | [ 157 ]     |
| 169°        | 588 510           | Pfizer-BioNTech            | 11 de noviembre de 2021  | [ 157 ]     |
| 170°        | 895 800           | CanSino                    | 12 de noviembre de 2021  | [ 157 ]     |
| 171°        | 1 155 500         | Oxford-Astrazeneca         | 14 de noviembre de 2021  | [ 158 ]     |
| 172°        | 596 700           | Pfizer-BioNTech            | 16 de noviembre de 2021  | [ 158 ]     |
| 173°        | 596 700           | Pfizer-BioNTech            | 17 de noviembre de 2021  | [ 158 ]     |
| 174°        | 588 510           | Pfizer-BioNTech            | 18 de noviembre de 2021  | [ 158 ]     |
| 175°        | 619 200           | Oxford-Astrazeneca         | 19 de noviembre de 2021  | [ 158 ]     |
| 176°        | 567 800           | CanSino                    | 19 de noviembre de 2021  | [ 158 ]     |
| 177°        | 2 592 000         | Oxford-Astrazeneca         | 21 de noviembre de 2021  | [ 159 ]     |
| 178°        | 585 000           | Pfizer-BioNTech            | 23 de noviembre de 2021  | [ 159 ]     |
| 179°        | 585 000           | Pfizer-BioNTech            | 24 de noviembre de 2021  | [ 159 ]     |
| 180°        | 585 000           | Pfizer-BioNTech            | 25 de noviembre de 2021  | [ 159 ]     |
| 181°        | 225 810           | Pfizer-BioNTech            | 26 de noviembre de 2021  | [ 159 ]     |
| 182°        | 2 111 300         | Oxford-Astrazeneca         | 26 de noviembre de 2021  | [ 159 ]     |
| 183°        | 585 000           | Pfizer-BioNTech            | 30 de noviembre de 2021  | [ 160 ]     |
| 184°        | 585 000           | Pfizer-BioNTech            | 1 de diciembre de 2021   | [ 160 ]     |
| 185°        | 585 000           | Pfizer-BioNTech            | 2 de diciembre de 2021   | [ 160 ]     |
| 186°        | 2 160 900         | Oxford-Astrazeneca         | 2 de diciembre de 2021   | [ 160 ]     |
| 187°        | 225 810           | Pfizer-BioNTech            | 3 de diciembre de 2021   | [ 160 ]     |
| 188°        | 2 349 600         | Oxford-Astrazeneca         | 3 de diciembre de 2021   | [ 160 ]     |
| 189°        | 900 300           | Sputnik V                  | 3 de diciembre de 2021   | [ 160 ]     |
| 190°        | 1 878 700         | Oxford-Astrazeneca         | 6 de diciembre de 2021   | [ 161 ]     |
| 191°        | 585 000           | Pfizer-BioNTech            | 7 de diciembre de 2021   | [ 161 ]     |
| 192°        | 585 000           | Pfizer-BioNTech            | 8 de diciembre de 2021   | [ 161 ]     |
| 193°        | 585 000           | Pfizer-BioNTech            | 9 de diciembre de 2021   | [ 161 ]     |
| 194°        | 225 810           | Pfizer-BioNTech            | 10 de diciembre de 2021  | [ 161 ]     |
| 195°        | 585 000           | Pfizer-BioNTech            | 14 de diciembre de 2021  | [ 162 ]     |
| 196°        | 4 130 400         | Oxford-Astrazeneca         | 14 de diciembre de 2021  | [ 162 ]     |
| 197°        | 585 000           | Pfizer-BioNTech            | 15 de diciembre de 2021  | [ 162 ]     |
| 198°        | 585 000           | Pfizer-BioNTech            | 16 de diciembre de 2021  | [ 162 ]     |
| 199°        | 224 640           | Pfizer-BioNTech            | 17 de diciembre de 2021  | [ 162 ]     |
| 200°        | 985 500           | Oxford-Astrazeneca         | 17 de diciembre de 2021  | [ 162 ]     |
| 201°        | 1 576 900         | Oxford-Astrazeneca         | 20 de diciembre de 2021  | [ 163 ]     |
| 202°        | 585 000           | Pfizer-BioNTech            | 21 de diciembre de 2021  | [ 163 ]     |
| 203°        | 585 000           | Pfizer-BioNTech            | 22 de diciembre de 2021  | [ 163 ]     |
| 204°        | 585 000           | Pfizer-BioNTech            | 23 de diciembre de 2021  | [ 163 ]     |
| 205°        | 224 640           | Pfizer-BioNTech            | 24 de diciembre de 2021  | [ 163 ]     |
| 206°        | 595 850           | Pfizer-BioNTech            | 28 de diciembre de 2021  | [ 164 ]     |
| 207         | 595 850           | Pfizer-BioNTech            | 29 de diciembre de 2021  | [ 164 ]     |
| 208         | 592 020           | Pfizer-BioNTech            | 30 de diciembre de 2021  | [ 164 ]     |
| 209         | 204 750           | Pfizer-BioNTech            | 31 de diciembre de 2021  | [ 164 ]     |
| Total Dosis | 201 299 735       | S/D                        | S/D                      | S/D         |

## Operativo Correcaminos
El Operativo Correcaminos es una estrategia de vacunación masiva establecida durante la segunda etapa operativa de la política nacional de vacunación contra la COVID-19. El plan, conformado por brigadas Correcaminos, está integrado por personal del cuerpo militar y sanitario del país, que, al 29 de octubre de 2021 ascendía a 304 805 brigadistas. Tiene por objetivo alcanzar la cobertura ideal de vacunación en grupos etarios específicos de manera eficaz y eficiente.
| Balance del plan de distribución de vacunas contra la COVID-19 en México Período del 28 de diciembre de 2020 al 29 de octubre de 2021 | Balance del plan de distribución de vacunas contra la COVID-19 en México Período del 28 de diciembre de 2020 al 29 de octubre de 2021 | Balance del plan de distribución de vacunas contra la COVID-19 en México Período del 28 de diciembre de 2020 al 29 de octubre de 2021 |
| Rama militar de apoyo | Despliegue | Dosis distribuidas |
| --- | --- | --- |
| Operaciones terrestres | Ver detalleOperaciones: 3853 Personal: 118 826 Vehículos: 11 559                                                                      | 89 512 303 |
| Operaciones aéreas | Ver detalleOperaciones: 809 Horas de vuelo: 936 Aeronaves: 42                                                                         | 33 910 014 |
| Dosis distribuidas (Total) | Dosis distribuidas (Total) | 123 422 317 |

## Datos abiertos sobre aplicación de las vacunas contra la COVID-19
La Secretaría de Salud de México dice que los datos abiertos sobre la vacunación contra la COVID-19 no existen, por lo tanto no los publica. La única fuente pública para consultar cifras sobre la vacunación es la presentación que esta secretaría proyecta en sus conferencias de prensa diarias, en ellas la Secretaría de Salud pública las dosis administradas a diario, las personas vacunadas, dosis recibidas en el país y eventos adversos adjudicados a la vacunación. No siempre proyecta el avance por grupos, por esquemas ni por estados. 
La ciudadanía le ha pedido a la Secretaría de Salud de México la base de datos de los registros de vacunas, pero dependencia ha contestado que no existe dicha información. Por su parte, el Instituto Mexicano del Seguro Social clasificó como confidencial la base de datos sobre vacunación contra COVID-19 del personal de salud porque vulnera datos personales de quienes recibieron la vacuna aunque la ciudadana que pidió esa información no solicitó datos personales. Es decir, la base de datos de las vacunas aplicadas a personal de salud en manos del Instituto Mexicano del Seguro Social nunca será pública.

## Fabricación y distribución de vacunas en México
El secretario de Relaciones Exteriores, Marcelo Ebrard, dio a conocer los detalles del acuerdo entre el gobierno de México, de Argentina, la farmacéutica AstraZeneca y la Fundación Carlos Slim para producir y distribuir la vacuna desarrollada por la Universidad de Oxford. La estrategia para distribuir la vacuna en América Latina, el producto fabricado en el laboratorio argentino mAbxience, será trasladado a las instalaciones mexicanas del laboratorio Liomont, que se encargará de completar el proceso de estabilización, fabricación y envasado de la vacuna. La vacuna contra la COVID-19 de la farmacéutica CanSino Biologics será envasada en Querétaro, luego de que la empresa solicitó a la COFEPRIS, la autorización para su uso de emergencia de su vacuna.

## Polémicas

### Personas que han eludido las etapas de vacunación
Distintas personas han eludido la espera de las etapas de vacunación que les corresponden y con diversas conductas como la corrupción lograron colocarse en la vacuna. Entre ellas se encuentran:
- José Rogel Romero, ex director del Centro Médico Adolfo López Mateos de la ciudad de Toluca. Él y su familia lograron presuntamente vacunarse en diciembre de 2020, por lo que su caso fue turnado al Órgano de Control de la Secretaría de Salud del Estado de México.[172] Por dicha acción fue removido de su puesto.[173]
- Germán Arturo Corzo Ríos, director del Hospital de la Mujer de Tabasco. Corzo se habría vacunado sin estar al frente de la atención al COVID-19. Fue cesado del cargo por el gobernador del estado Adán Augusto López.[174]
- Emmet Soto Grave, alcalde de Escuinapa en el estado de Sinaloa, se vacunó cuando apenas estaban aplicando el biológico a los médicos. El aseguró ser médico de profesión y agregó que desde el inicio de la pandemia estaba apoyando en el Hospital Regional, pero oficialmente no estaba ejerciendo su cargo de médico al ser alcalde en funciones.[175]

- Al respecto el subsecretario de Salud, Hugo López Gatell, pidió a la población que denuncie a las personas que se «salten la fila» y no esperen el turno que les corresponde.[176]

### Fotografías a identificaciones
El 17 de febrero de 2021, durante los primeros días del operativo de vacunación en la Ciudad de México, personal de la Secretaría del Bienestar habría fotografiado credenciales de elector de las personas que eran vacunadas. Dicho acción fue expuesta en redes sociales por personas indignadas, algunas de las que atribuyero una acción que favorezca al partido Morena con miras a las Elecciones federales de México de 2021. El subsecretario de Salud, Hugo López Gatell, aclaró que el personal realizó la acción por practicidad con el fin de agilizar el registro de la Clave Única de Registro de Población y el domicilio de las personas vacunadas, datos requeridos para la aplicación de las dosis respectivas. Asimismo anunció que la acción no se realizaría más. El Instituto Nacional Electoral anunció que vigilará el proceso de vacunación con el fin de que no se utilice dicho programa con fines electorales.

### Inicio de la vacunación en México a nivel continental
| Puesto | País                 | Fecha histórica del inicio de vacunación | Primera persona histórica en ser vacunada | Profesión       | Edad     | Artículo principal                 | Refs.   |
| ------ | -------------------- | ---------------------------------------- | ----------------------------------------- | --------------- | -------- | ---------------------------------- | ------- |
| 1°     | México               | 24 de diciembre de 2020                  | María Irene Ramírez                       | Enfermera       | 59 años  | Vacunación en México               | [ 179 ] |
| 2°     | Chile                | 24 de diciembre de 2020                  | Zulema Riquelme                           | Enfermera       | 46 años  | Vacunación en Chile                | [ 180 ] |
| 3°     | Costa Rica           | 24 de diciembre de 2020                  | María Elizabeth Castillo                  | Paciente        | 91 años  | Vacunación en Costa Rica           | [ 181 ] |
| 4°     | Argentina            | 29 de diciembre de 2020                  | Allí Flavia Loiacono                      | Médica          | TBA      | Vacunación en Argentina            | [ 182 ] |
| 5°     | Brasil               | 17 de enero de 2021                      | Mônica Calazans                           | Enfermera       | 54 años  | Vacunación en Brasil               | [ 183 ] |
| 6°     | Panamá               | 20 de enero de 2021                      | Violeta Edith Gaona de Cocherán           | Enfermera       | 59 años  | Vacunación en Panamá               | [ 184 ] |
| 7°     | Ecuador              | 21 de enero de 2021                      | Jeanneth Morales                          | Médica          | 45 años  | Vacunación en Ecuador              | [ 185 ] |
| 8°     | Bolivia              | 29 de enero de 2021                      | Sandra Ríos Villarte                      | Enfermera       | 40 años  | Vacunación en Bolivia              | [ 186 ] |
| 9°     | Perú                 | 9 de febrero de 2021                     | Josef Vallejos Acevedo                    | Médico          | TBA      | Vacunación en Perú                 | [ 187 ] |
| 10°    | República Dominicana | 16 de febrero de 2021                    | Ramón Familia Alcantara                   | Médico          | 57 años  | Vacunación en República Dominicana | [ 188 ] |
| 11°    | Colombia             | 17 de febrero de 2021                    | Verónica Luz Machado Torres               | Enfermera       | 46 años  | Vacunación en Colombia             | [ 189 ] |
| 12°    | El Salvador          | 17 de febrero de 2021                    | Mirna Esmeralda Moreno de Murgas          | Enfermera       | 53 años  | Vacunación en El Salvador          | [ 190 ] |
| 13°    | Venezuela            | 18 de febrero de 2021                    | Glendy Amelia Rivero                      | Médica          | TBA      | Vacunación en Venezuela            | [ 191 ] |
| 14°    | Paraguay             | 22 de febrero de 2021                    | Miriam Arrúa                              | Enfermera       | 40 años  | Vacunación en Paraguay             | [ 192 ] |
| 15°    | Honduras             | 25 de febrero de 2021                    | Yelena Soraya Ortega Vásquez              | Enfermera       | 40 años  | Vacunación en Honduras             | [ 193 ] |
| 16°    | Guatemala            | 25 de febrero de 2021                    | Magdalena Guevara González                | Enfermera       | 46 años  | Vacunación en Guatemala            | [ 194 ] |
| 17°    | Uruguay              | 27 de febrero de 2021                    | Cecilia Moreno y Erika Correa             | Adtva. y Enfra. | 22 y TBA | Vacunación en Uruguay              | [ 195 ] |
| 18°    | Nicaragua            | 2 de marzo de 2021                       | Marco Antonio Aráuz                       | Paciente        | 62 años  | Vacunación en Nicaragua            | [ 196 ] |